# 锡莱河畔卡萨莱
锡莱河畔卡萨莱（義大利語：Casale sul Sile）是意大利威尼托大区特雷维索省的一个市镇。总面积26平方公里，人口12635人，人口密度486.0人/平方公里（2009年）。国家统计（ISTAT）代码为026009。